# Tập đoàn Egroup
Tập đoàn Egroup tên đầy đủ là Công ty Cổ phần Tập đoàn Giáo dục Egroup (tên giao dịch tiếng Anh: Egroup Education Group Joint Stock Company) là một công ty Công nghệ Giáo dục tại Việt Nam, có trụ sở chính đặt tại Hà Nội.

## Lịch sử
Tiền thân của Egroup là Công ty Cổ phần Trò chơi Giáo dục Trực tuyến - Egame, hoạt động trong lĩnh vực trò chơi giáo dục trực tuyến
Năm 2008, Công ty Cổ phần Trò chơi Giáo dục Trực tuyến Egame chính thức được thành lập, người sáng lập kiêm Chủ tịch Hội đồng quản trị là ông Nguyễn Ngọc Thủy.
Năm 2009, Egame ra mắt trò chơi giáo dục trực tuyến 3D đầu tiên tại Việt Nam mang tên Chinh phục vũ môn.
Năm 2012, trò chơi giáo dục trực tuyến Chinh phục vũ môn ra mắt phiên bản nâng cấp lớn cho cộng đồng.
Năm 2013, Egame phối hợp với Trung ương Đoàn Thanh niên Cộng sản Hồ Chí Minh, Bộ Giáo dục và Đào tạo phát động và tổ chức cuộc thi Ý tưởng sáng tạo về trò chơi giáo dục trực tuyến, thu hút hơn 800.000 bài dự thi.
Năm 2014, Egame phối hợp với Trung ương Đoàn Thanh niên Cộng sản Hồ Chí Minh, Bộ Giáo dục và Đào tạo, Hội đồng Đội Trung ương phát động và tổ chức Cuộc thi Chinh phụ̣c vũ môn lần thứ 1, thu hút gần 250.000 học sinh thuộc 63 tỉnh thành trên cả nước tham gia.
Năm 2015, Egame phối hợp với Trung ương Đoàn Thanh Niên Cộng sản Hồ Chí Minh, Bộ Giáo dục và Đào tạo, Hội đồng Đội Trung ương Phát động và tổ chức Cuộc thi Chinh phục vũ môn lần thứ 2, thu hút 700.000 học sinh thuộc 63 tỉnh thành trên cả nước tham gia.
Ngày 26 tháng 10 năm 2015, Egame phối hợp với Uỷ ban An toàn Giao thông Quốc gia, Tổng cục Đường bộ Việt Nam, Bộ Giáo dục và Đào tạo phát động và tổ chức cuộc thi Giao thông học đường lần thứ 1, thu hút gần 200.000 học sinh thuộc 63 tỉnh thành trên cả nước tham gia.
Ngày 18 tháng 3 năm 2015, Egame tiếp tục phối hợp cùng Trung ương Đoàn Thanh niên Cộng sản Hồ Chí Minh, Bộ Giáo dục và Đào tạo phát động và tổ chức Cuộc thi Ánh sáng soi đường năm 2015, thu hút hơn 200.000 sinh viên tham gia.
Năm 2016, Công ty Cổ phần Trò chơi Giáo dục Trực tuyến Egame được đổi tên thành Công ty Cổ phần Tập đoàn Giáo dục Egroup.
Tháng 6 năm 2016, Egroup ký kết cùng Tập đoàn giáo dục chungdahm (Hàn Quốc) phát triển chuỗi trung tâm tiếng Anh cho trẻ em mang tên Apax English.
Ngày 26 tháng 9 năm 2016, Egroup phối hợp cùng Trung ương Đoàn Thanh niên Cộng sản Hồ Chí Minh, Bộ Giáo dục và Đào tạo, Hội đồng Đội Trung ương phát động và tổ chức thành công cuộc thi Chinh phụ̣c vũ môn lần thứ 3, thu hút gần 1 triệu học sinh thuộc 63 tỉnh thành trên cả nước tham gia.
Ngày 7 tháng 11 năm 2016, Egroup phối hợp cùng Uỷ ban An toàn Giao thông Quốc gia, Tổng cục Đường bộ Việt Nam, Bộ Giáo dục và Đào tạo phát động và tổ chức Cuộc thi Giao thông học đường lần thứ 2, thu hút trên 600.000 học sinh tham gia.
Ngày 5 tháng 3 năm 2017, Egroup phối hợp cùng Trung ương Đoàn Thanh Niên Cộng sản Hồ Chí Minh, Bộ Giáo dục và Đào tạo phát động và tổ chức Hội thi Ánh sáng soi đường lần thứ 2 năm 2017, thu hút hơn 400.000 sinh viên tham gia.
Ngày 7 tháng 5 năm 2017, Egroup đồng hành cùng Trung ương Đoàn Thanh Niên Cộng sản Hồ Chí Minh, Bộ Giáo dục và Đào tạo phát động và tổ chức thành công Hội thi Olympic tiếng Anh Sinh viên toàn quốc lần thứ 1.
Ngày 21 tháng 9 năm 2017, Egroup phối hợp cùng Bộ Tư pháp, Ủy ban nhân dân thành phố Hà Nội phát động và tổ chức cuộc thi Luật gia tương lai năm 2017.

## Thành tích
- Egroup nhận Cúp Thương hiệu danh tiếng Việt Nam 2012.
- Egroup nhận Cúp Bản lĩnh thương hiệ̣u thời hội nhập năm 2013.
- Egroup nhận Cúp Thương hiệu - Sản phẩm - Dịch vụ được tin dùng 2013.
- Nằm trong danh sách top 40 doanh nghiệp Công nghệ thông tin hàng đầu Việt Nam năm 2015.[42]
- Chinh Phục Vũ Môn lọt Top 100 sản phẩm và dịch vụ tốt nhất cho gia đình và trẻ em năm 2013.[43]
- Chinh Phục Vũ Môn lọt top sản phẩm dịch vụ hoàn hảo, nhãn hiệu ưa dùng 2016.

## Cơ cấu tổ chức
Tập đoàn Egroup có trụ sở chính tại Hà Nội và chi nhánh tại Thành phố Hồ Chí Minh bao gồm các công ty thành viên:
1. Công ty Cổ phần Đầu tư Apax Holdings: Giữ vai trò đầu tư trong lĩnh vực giáo dục, sở hữu vốn chi phối tại các công ty Apax English, Apax Igarten (Steame Garten), Apax Franklin. Cổ phiếu của công ty Apax Holdings đã được niêm yết trên sàn chứng khoán HoSE vào ngày 15 tháng 12 năm 2017.[44][45]
2. Công ty Cổ phần Anh ngữ Apax với 2 thương hiệu Apax English và Apax Leaders: Được thành lập từ sự hợp tác giữa Egroup và Tập đoàn giáo dục Chungdahm (Hàn Quốc), hoạt động trong lĩnh vực giảng dạy tiếng Anh cho trẻ em Việt Nam.[46]
Công ty Cổ phần Phát triển Giáo dục iGARTEN: Hoạt động trong lĩnh vực ứng dụng phương pháp giáo dục STEM cùng công nghệ cao trong dạy học, xây dựng và phát triển mô hình trường mầm non công nghệ đầu tiên tại Việt Nam bằng việc đưa phương pháp học STEAM (STEM kết hợp ART) cũng như phương pháp dạy học Dự án vào chương trình chính khóa của trẻ.
3. Công ty Cổ phần Dịch vụ Công nghệ Giáo dục VNEdutech: Hoạt động trong lĩnh vực sản xuất, phân phối và phát hành các sản phẩm công nghệ và giáo dục, VNEdutech là đơn vị phối hợp cùng các Bộ, Ban, ngành triển khai những phần mềm cuộc thi như: Chinh phục vũ môn Giao thông học đường, Ánh sáng soi đường, Tự hào Việt Nam, Tuổi trẻ Học tập và làm theo tấm gương đạo đức Hồ Chí Minh, Luật Gia tương lai, Olympic tiếng Anh toàn quốc.
4. Công ty TNHH Phát triển và Phân phối các Sản phẩm Giáo dục Epro: Hoạt động trong lĩnh vực phân phối Phân phối – bán lẻ các sản phẩm giáo dục và công nghệ giáo dục.
5. Công ty cổ phần Đào tạo Nexedu Việt Nam: Được thành lập dựa trên cơ sở hợp tác giữa Egroup và Tập đoàn Meganext/MegaStudy (Hàn Quốc), hoạt động trong lĩnh vực cung cấp các chương trình đào tạo nguồn nhân lực cho doanh nghiệp. Nexedu cũng đã hợp tác với Tập đoàn công nghệ giáo dục Hoa Kỳ Skillsoft và trở thành đại lý phân phối độc quyền hệ thống các khóa học ELearning của Mỹ tại Việt Nam.
6. Công ty Cổ phần Công nghệ Giáo dục Vietkindertech: Hoạt động trong lĩnh vực ứng dụng công nghệ để tạo ra các phần mềm học tập cho trẻ nhỏ, trong đó có sản phẩm học tiếng Anh cho trẻ lứa tuổi mầm non mang tên Touch English! đã được triển khai tới nhiều trường.
7. Công ty Cổ phần Trị liệu & Làm đẹp Manispa: Được thành lập từ sự hợp tác giữa Egroup và Tập đoàn Yakson Myungga (Hàn Quốc), hoạt động trong lĩnh chăm sóc sắc đẹp và sức khỏe bằng việc ứng dụng liệu pháp Golki từ Tập đoàn Yakson Myungga trong làm đẹp thẩm mỹ.
8. Công ty Cổ phần Dịch vụ Giáo dục Dongsim Việt Nam: Được thành lập từ sự hợp tác và chuyển giao công nghệ với công ty Dongsim Hàn Quốc, Dongsim Việt Nam hoạt động trong lĩnh vực ứng dụng mô hình giáo dục của Hàn Quốc để phát triển cho trẻ em lứa tuổi mầm non tại Việt Nam.[47]
9. Công ty TNHH Apax Franklin Academy: Được thành lập trên cơ sở hợp tác giữa tập đoàn ứng dụng công nghệ vào giáo dục của Mỹ - Franklin Virtual Schools, Franklin Learning Centers - và Tập đoàn Egroup. Apax Franklin Academy là hệ thống học viện đầu tiên tại Việt Nam cung cấp các chương trình giáo dục trung học và chuẩn bị đại học theo mô hình Blended Learning - kết hợp giữa dạy học trực tuyến và hỗ trợ trực tiếp tại các học viện tại Việt Nam.[48][49]

## Lĩnh vực hoạt động chính
- Giáo dục: Bao gồm đầu tư giáo dục, công nghệ giáo dục, giáo dục trực tuyến.
- Làm đẹp: Bao gồm trị liệu và làm đẹp thẩm mỹ.
- Phân phối – bán lẻ các sản phẩm giáo dục và công nghệ giáo dục.